# La Belle Esclave
Pour plus de détails, voir Fiche technique et Distribution.
La Belle Esclave (Slave Girl) est un film américain réalisé par Charles Lamont et sorti en 1947.

## Synopsis
Matt Claiborne part en mission pour Tripoli. Il tentant de secourir des marins kidnappés et tombe amoureux d'une jeune femme réduite en esclavage.

## Fiche technique
- Titre : La Belle Esclave
- Titre original : Slave Girl
- Réalisation : Charles Lamont
- Scénario : Michael Fessier et Ernest Pagano d'après une histoire de Michael Fessier
- Production : Howard Benedict (producteur exécutif), William Dozier, Michael Fessier et Ernest Pagano
- Société de production : Universal Pictures
- Musique : Milton Rosen
- Photographie : W. Howard Greene et George Robinson
- Montage : Frank Gross
- Direction artistique : Abraham Grossman
- Décorateur de plateau : Russell A. Gausman et Edward R. Robinson
- Costumes : Yvonne Wood
- Chorégraphe : Si-Lan Chen
- Pays de production :  États-Unis
- Langue : anglais
- Format : couleur Technicolor – 35 mm – 1,37:1 – Mono (Western Electric Recording)
- Genre : aventure maritime
- Durée : 80 minutes
- Dates de sortie : 
  - États-Unis : 17 juillet 1947 New York
  - France : 24 décembre 1948

## Distribution
- Yvonne De Carlo : Francesca
- George Brent : Matt Claibourne/Pierre
- Broderick Crawford : Chips Jackson
- Albert Dekker : Pasha
- Lois Collier : Aleta
- Andy Devine : Ben, le gros marin
- Arthur Treacher : Thomas 'Liverpool' Griswold
- Carl Esmond : El Hamid
- Dan Seymour : Telek, Chef des Tuaregs
- Philip Van Zandt : Yusef
- Trevor Bardette : Hadji, le propriétaire du Café

Acteurs non crédités
- Noble Johnson : un garde indigène
- Harold Goodwin : Un marin prisonnier